# Gammelbacka
Gammelbacka (fi. Gammelbacka) är en by och ett bosättningsområde i tidigare Borgå landskommun, men numera en stadsdel i staden Borgå i landskapet Östra Nyland, Södra Finlands län.

## Historia
Gammelbacka, som ligger ca 3 km sydväst om Borgå centrum, var ursprungligen ett gammalt gods med herrgård med anor från 1500-talet. År 1732 köptes Gammelbacka av Magnus Vilhelm Sprengtporten vars bägge söner Jacob Magnus Sprengtporten och Göran Magnus Sprengtporten i tur och ordning innehade egendomen i slutet av 1700-talet. Där blev också Magnus Vilhelm begravd. I början av 1800-talet övertogs Gammelbacka av den adliga ätten von Born och upplevde då en blomstringsperiod. Senare ägare av godset Gammelbacka är släkterna Björkenheim, Eklund och Eklöf. År 1956 bildade den Eklöfska familjen ett bolag med uppgift att förvalta egendomen, men redan 1964 övertogs bolagets aktier av dåvarande Borgå landskommun och Helsingfors bostadscentrallag Haka, som inom ramen för ett projekt som leddes av arkitekten Alvar Aaltos byrå började bygga det samhälle som i dag bildar stadsdelen Gammelbacka. Gammelbacka egendoms kulturhistoriskt värdefulla huvudbyggnad, herrgården Gammelbacka gård, som bl.a. ombyggdes enligt ritningar av den berömde empirearkitekten Carl Ludvig Engel på 1840-talet, totalförstördes i en brand 1974. Bara kort innan dess hade huset inrymt ett ålderdomshem för ryska emigranter. Stenmuren av den av Engel ritade ladugården invid den nedbrunna herrgården finns dock fortfarande kvar. Gammelbacka har i dag flera tusen invånare och andelen personer som inte har finska eller svenska som modersmål uppgår till 13 %. Berömda personer med anknytning till Gammelbacka är bl.a. statsminister Olof Palme, vars farmor växte upp där, författaren Barbara Winckelmann, vars romaner delvis utspelar sig på Gammelbacka gård, bl.a. romanen "Käpphelvetet" (1971), och sångaren Kirill (Kirka) Babitzin, vars farmor bodde på det ryska ålderdomshemmet före branden 1974.

## Service
I Gammelbacka finns ett affärscentrum med bl.a. butik, apotek, kiosk, frisör och restaurang. I byn finns även skolor, daghem, bibliotek, allaktivitetshus, idrottsplaner, bensinstation och församlingsgård. Gammelbacka ligger vid havet och har allmän strand med båtplatser. Området mellan den nedbrunna gården - där församlingsgården Mariagården numera är belägen - och havet utgör ett sevärt skogs- och grönområde bl.a. med ett stort inslag av ädla lövträd och hasselbuskar.